# Манжула Анатолій Олександрович
Анато́лій Олекса́ндрович Манжу́ла (19 серпня 1928, село Іванівка Краснолуцького району, тепер смт. Іванівка Антрацитівського району Луганської області — 12 грудня 2011, місто Москва, Російська Федерація) — український радянський діяч, один із керівників вугільної промисловості, начальник комбінату «Донбасантрацит», заступник міністра вугільної промисловості Української РСР. Депутат Верховної Ради УРСР 7—10-го скликань.

## Біографія
Народився в родині начальника МТС. Батька репресували, мати померла в 1937 році.
Трудову діяльність розпочав у 1945 році гірничим майстром шахти № 8—10 тресту «Боково-Антрацит» комбінату «Ворошиловградвугілля» Ворошиловградської області.
У 1948 році закінчив Краснолуцький гірничий технікум Ворошиловградської області.
У 1947—1950 роках — начальник дільниці шахти № 15—16 тресту «Гуковвугілля» комбінату «Ростоввугілля»; начальник дільниці, начальник вентиляції, помічник головного інженера шахти № 8—19 тресту «Боково-Антрацит» Ворошиловградської області.
У 1950—1954 роках — студент Вищих інженерних курсів при Донецькому індустріальному інституті.
У 1954—1959 роках — заступник головного інженера шахти № 3—4; головний інженер, начальник шахти № 7—7-біс тресту «Боково-Антрацит» міста Боково-Антрацит Ворошиловградської області.
Член КПРС з 1957 року.
У 1959—1961 роках — начальник шахти № 1—2 «Лобівська» тресту «Фрунзевугілля» комбінату «Донбасантрацит» міста Ровеньки Луганської області.
У 1961 — грудні 1962 року — 1-й секретар Ровеньківського районного комітету КПУ Луганської області.
У грудні 1962 — 1964 року — 1-й секретар Ровеньківського міського комітету КПУ Луганської області.
У вересні 1964—1976 роках — начальник комбінату «Донбасантрацит» міста Красний Луч Луганської області.
У 1976—1980 роках — генеральний директор виробничих об'єднань «Донбасантрацит» та «Ровенькиантрацит» Ворошиловградської області.
У 1980—1985 роках — заступник міністра вугільної промисловості Української РСР.
З 1985 року — начальник технічного управління, начальник Головного науково-технічного управління Міністерства вугільної промисловості СРСР. У серпні 1987 — серпні 1989 року — головний редактор журналу «Уголь».
З 1989 року — заступник голови виконавчого комітету Товариства гірничих інженерів у Москві.
Потім — на пенсії у місті Москві.

## Нагороди
- орден Леніна
- орден Жовтневої Революції
- орден «Знак Пошани»
- медалі
- кавалер почесного знаку «Шахтарська слава» 1-3-го ст.
- почесний громадянин міста Красний Луч